# Lista obecnych mistrzów w WWE
Mistrzowie WWE najczęściej są wyłaniani w walkach, choć czasem zostają też nagrodzeni w szczególnych sytuacjach będących częścią wyreżyserowanego wątku fabularnego (na przykład bezpośrednio obdarowani przez menedżera). WWE jest podzielona na dwa główne brandy, Raw i SmackDown i jeden brand rozwojowy, NXT, wraz z Evolve, które skierowane jest do stażystów WWE Performance Center, podczas gdy WWE ID ma wspierać wrestlerów na scenie niezależnej. Każdy z nich posiada inny zestaw mistrzostw.

## Mistrzowie
Kolory i symbole wskazują na rodzimy brand mistrzów.
| † | Raw | ‡ | SmackDown | § | NXT | + | Evolve | * | ID | ∞ | Bez brandu |

### Główny roster

#### Raw
Niniejsza lista przedstawia mistrzostwa, które mogą być bronione w brandzie Raw.
| Mistrzostwo                               | Obecny mistrz(owie) | Obecny mistrz(owie)                         | Panowanie | Data zdobycia         | Dni | Miejsce                     | Dodatkowe informacje |
| ----------------------------------------- | ------------------- | ------------------------------------------- | --------- | --------------------- | --- | --------------------------- | --- |
| World Heavyweight Championship            |                     | Seth Rollins                                | 2         | 2 sierpnia 2025(dts)  | 18  | East Rutherford, New Jersey | Pokonał poprzedniego mistrza CM Punka, wykorzystując swój kontrakt kontrakt Money in the Bank na pierwszej nocy SummerSlam. |
| Women’s World Championship                | —                   | Wakat                                       | —         | 18 sierpnia 2025(dts) | —   | Filadelfia, Pensylwania     | Naomi zrzekła się tytułu z powodu pójścia na urlop macierzyński na odcinku Raw. |
| WWE Intercontinental Championship         |                     | Dominik Mysterio                            | 1         | 20 kwietnia 2025(dts) | 122 | Paradise, Nevada            | Pokonał poprzedniego mistrza Brona Breakkera, Pentę i Finna Bálora w Fatal 4-way matchu na drugiej nocy WrestleManii 41. |
| WWE Women’s Intercontinental Championship |                     | Becky Lynch                                 | 1         | 7 czerwca 2025(dts)   | 74  | Inglewood, Kalifornia       | Pokonała poprzednią mistrzynię Lyrę Valkyrię w Last Chance matchu na Money in the Bank. Gdyby Lynch przegrała, nigdy nie byłaby w stanie ponownie walczyć o tytuł tak długo, jak Valkyria byłaby mistrzynią. Odkąd Valkyria przegrała, musiała podnieść rękę Lynch i uznać ją za lepszą kobietę. |
| World Tag Team Championship               |                     | The Judgment Day (Finn Bálor i JD McDonagh) | 2 (4, 2)  | 30 czerwca 2025(dts)  | 51  | Pittsburgh, Pensylwania     | Pokonali poprzednich mistrzów The New Day (Kofiego Kingstona i Xaviera Woodsa) na odcinku Raw. |

#### SmackDown
Niniejsza lista przedstawia mistrzostwa, które mogą być bronione w brandzie SmackDown.
| Mistrzostwo                            | Obecny mistrz(owie) | Obecny mistrz(owie)                       | Panowanie | Data zdobycia        | Dni | Miejsce                     | Dodatkowe informacje                                                                                       |
| -------------------------------------- | ------------------- | ----------------------------------------- | --------- | -------------------- | --- | --------------------------- | --- |
| Undisputed WWE Championship            |                     | Cody Rhodes                               | 2         | 3 sierpnia 2025(dts) | 17  | East Rutherford, New Jersey | Pokonał poprzedniego mistrza Johna Cenę w Street Fightcie podczas drugiej nocy SummerSlam.                 |
| WWE Women’s Championship               |                     | Tiffany Stratton                          | 1         | 3 stycznia 2025(dts) | 229 | Phoenix, Arizona            | Pokonała poprzednią mistrzynię Nia Jax wykorzystując swój kontrakt Money in the Bank na odcinku SmackDown. |
| WWE United States Championship         |                     | Solo Sikoa                                | 1         | 28 czerwca 2025(dts) | 53  | Rijad, Arabia Saudyjska     | Pokonał poprzedniego mistrza Jacoba Fatu na Night of Champions.                                            |
| WWE Women’s United States Championship |                     | Giulia                                    | 1         | 27 czerwca 2025(dts) | 54  | Rijad, Arabia Saudyjska     | Pokonała poprzednią mistrzynię Zelinę Vegę na odcinku SmackDown.                                           |
| WWE Tag Team Championship              |                     | The Wyatt Sicks (Dexter Lumis i Joe Gacy) | 1         | 11 lipca 2025(dts)   | 40  | Nashville, Tennessee        | Pokonali poprzednich mistrzów The Street Profits (Angelo Dawkinsa i Monteza Forda) na odcinku SmackDown.   |

#### Międzybrandowe
Te tytuły mogą być bronione na każdym z trzech brandów: Raw, SmackDown i NXT.
| Mistrzostwo                       | Obecny mistrz(owie) | Obecny mistrz(owie)             | Panowanie | Data zdobycia         | Dni | Miejsce                     | Dodatkowe informacje                                                                                              |
| --------------------------------- | ------------------- | ------------------------------- | --------- | --------------------- | --- | --------------------------- | --- |
| WWE Women’s Tag Team Championship |                     | Alexa Bliss i Charlotte Flair ‡ | 2 (2, 4)  | 2 sierpnia 2025(dts)  | 18  | East Rutherford, New Jersey | Pokonały poprzednie mistrzynie The Judgement Day (Raquel Rodriguez i Roxanne Perez) na pierwszej nocy SummerSlam. |
| WWE Speed Championship            |                     | El Grande Americano †           | 1         | 5 maja 2025(dts)      | 107 | Omaha, Nebraska             | Pokonał poprzedniego mistrza Dragona Lee podczas nagrań Speed. Wyemitoweano 20 listopada 2024.                    |
| WWE Women’s Speed Championship    |                     | Sol Ruca §                      | 1         | 11 kwietnia 2025(dts) | 131 | Seattle, Waszyngton         | Pokonała poprzednią mistrzynię Candice LeRae podczas nagrań Speed. Wyemitowano 16 kwietnia 2025.                  |

### Roster rozwojowy

#### NXT
Niniejsza lista przedstawia mistrzostwa, które mogą być bronione w brandzie NXT.
| Mistrzostwo                             | Obecny mistrz(owie) | Obecny mistrz(owie)                       | Panowanie | Data zdobycia         | Dni | Miejsce                 | Dodatkowe informacje                                                                                                  |
| --------------------------------------- | ------------------- | ----------------------------------------- | --------- | --------------------- | --- | ----------------------- | --- |
| NXT Championship                        |                     | Oba Femi                                  | 1         | 7 stycznia 2025(dts)  | 225 | Los Angeles, Kalifornia | Pokonał poprzedniego mistrza Tricka Williamsa i Eddy’ego Thorpe’a w triple threat matchu na NXT: New Year’s Evil.     |
| NXT Women’s Championship                |                     | Jacy Jayne                                | 1         | 27 maja 2025(dts)     | 85  | Orlando, Floryda        | Pokonała poprzednią mistrzynię Stephanie Vaquer na odcinku NXT.                                                       |
| NXT North American Championship         |                     | Ethan Page                                | 1         | 27 maja 2025(dts)     | 85  | Orlando, Floryda        | Pokonał poprzedniego mistrza Ricky’ego Saintsa na odcinku NXT.                                                        |
| NXT Women’s North American Championship |                     | Sol Ruca                                  | 1         | 19 kwietnia 2025(dts) | 123 | Paradise, Nevada        | Pokonała Zarię, Kelani Jordan, Izzi Dame, Lolę Vice i Theę Hail w Ladder matchu o zwakowany tytuł na Stand & Deliver. |
| NXT Heritage Cup                        |                     | Channing "Stacks" Lorenzo                 | 1         | 24 czerwca 2025(dts)  | 57  | Orlando, Floryda        | Pokonał Tony’ego D’Angelo wynikiem 2–1, aby zdobyć zwakowany tytuł na NXT.                                            |
| NXT Tag Team Championship               |                     | Hank and Tank (Hank Walker i Tank Ledger) | 1         | 19 kwietnia 2025(dts) | 123 | Paradise, Nevada        | Pokonali poprzednich mistrzów Fraxiom (Nathana Frazera i Axioma) na Stand & Deliver.                                  |

#### Evolve
Niniejsza lista przedstawia mistrzostwa, które mogą być bronione w brandzie Evolve.
| Mistrzostwo                     | Obecny mistrz(owie) | Obecny mistrz(owie) | Panowanie | Data zdobycia       | Dni | Miejsce          | Dodatkowe informacje |
| ------------------------------- | ------------------- | ------------------- | --------- | ------------------- | --- | ---------------- | --- |
| WWE Evolve Championship         |                     | Jackson Drake       | 1         | 4 czerwca 2025(dts) | 77  | Orlando, Floryda | Pokonał Keanu Carvera, Edrisa Enofe’a i Seana Legacy’ego w fatal 4-way elimination matchu, aby zostać inauguracyjnym mistrzem na Evolve. Data nagrania tego odcinka jest nieznana. |
| WWE Evolve Women’s Championship |                     | Kali Armstrong      | 1         | 28 maja 2025(dts)   | 84  | Orlando, Floryda | Pokonała Kendal Grey, Wendy Choo i Kylie Rae w fatal 4-way elimination matchu, aby zostać inauguracyjną mistrzynią na Evolve. Data nagrania tego odcinka jest nieznana.            |

#### WWE ID
Niniejsza lista przedstawia mistrzostwa, które mogą być bronione na scenie niezależnej.
| Mistrzostwo                 | Obecny mistrz(owie) | Obecny mistrz(owie) | Panowanie | Data zdobycia        | Dni | Miejsce                     | Dodatkowe informacje |
| --------------------------- | ------------------- | ------------------- | --------- | -------------------- | --- | --------------------------- | --- |
| WWE ID Championship         |                     | Cappuccino Jones    | 1         | 1 sierpnia 2025(dts) | 19  | East Rutherford, New Jersey | Pokonał Jacka Cartwheela w finale turnieju, aby zostać inauguracyjnym mistrzem na gali Game Changer Wrestling: The ID Showcase.                                   |
| WWE Women’s ID Championship |                     | Kylie Rae           | 1         | 1 sierpnia 2025(dts) | 19  | East Rutherford, New Jersey | Pokonała Zarę Zakher i Zaydę Steel w finale turnieju w triple threat matchu, aby zostać inauguracyjną mistrzynią na gali Game Changer Wrestling: The ID Showcase. |